# Andrew V. McLaglen
Andrew Victor McLaglen (Londres, 28 de juliol de 1920 - Friday Harbor, Estats Units 30 d'agost de 2014) va ser un director de cinema, de televisió i actor ocasional d'origen anglès, amb nacionalitat estatunidenca. És conegut pels westerns i pel·lícules d'aventures, sovint protagonitzades per John Wayne o James Stewart.

## Biografia
Andrew McLaglen va néixer a Londres, fill de l'actor britànic Victor McLaglen i Enid Lamont, que es van mudar a Hollywood en la dècada de 1920, poc després del seu naixement. Va ser educat de forma convencional, després va anar al Black Fox Military fins al cinquè grau. Fins al vuitè grau, va anar a la The Carl Curtis School, una escola acadèmica que feia un fort èmfasi en l'educació física. A finals de 1930, a l'escola de secundària, la Cates School a Santa Barbara, amb una càmera de 16 mm, va reunir els amics per fer petites pel·lícules. Després va entrar a la Universitat de Virgínia. En acabar va tornar a casa i amb la Segona Guerra Mundial a punt de començar, va intentar allistar-se però el van refusar per l'alçada, ja que feia més de 2 metres.
Ell era d'una família dedicada al cinema, incloent 8 oncles i una tieta. Gràcies al seu pare, el jove Andrew va treballar i va viure amb la flor i nata dels artistes més originals i idiosincràtics de Hollywood. El primer crèdit és com ajudant de direcció el 1945 de la pel·lícula d'Albert Rogell, Love, Honor and Goodbye?. Després de treballar com a assistent de direcció en un parell de pel·lícules menors, John Ford li va donar el treball d'ajudant de direcció en la pel·lícula The Quiet Man (1952). Després d'assistir en diverses pel·lícules a William A. Wellman, McLaglen va dirigir la seva primera cinta, Man in the Vault (1956), un film negre que va ser seguit per Gun the Man Down el 1956, una pel·lícula de l'oest de la sèrie B amb James Arness, Angie Dickinson i Harry Carey, Jr, i co-produïda per John Wayne.

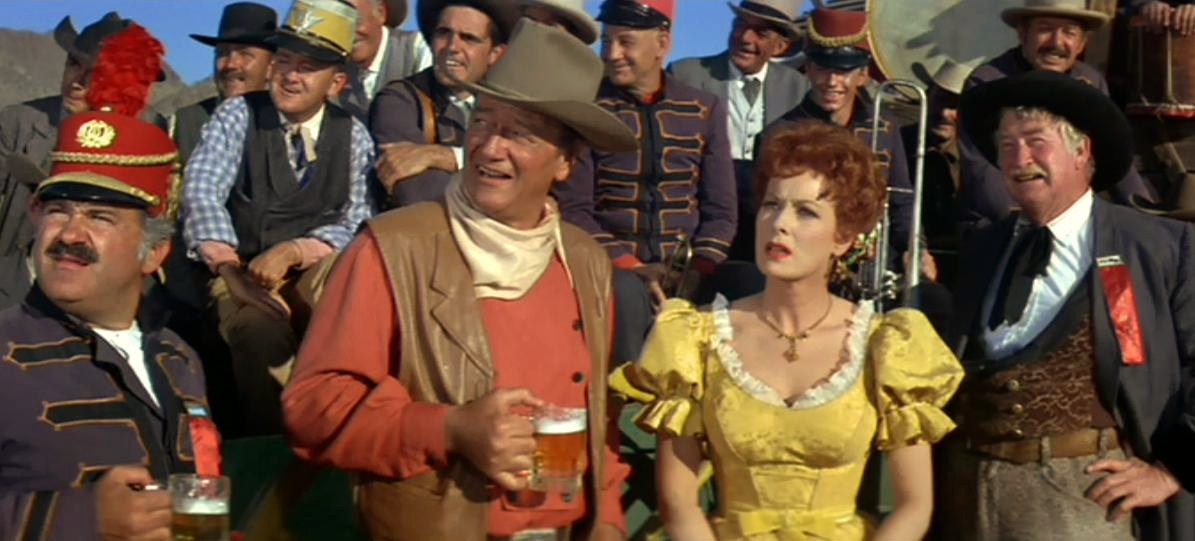
Jack Kruschen, John Wayne, Maureen O'Hara i Chill Wills a McLintock!

En aquest moment va treballar molt per la televisió, dirigint episodis de Perry Mason (7), Gunslinger (5), Rawhide (6), i després 116 episodis de Have Gun - Will Travel, The Lieutenant (4), The Virginian (2), i 96 episodis de Gunsmoke.
El 1963 va dirigir un western d'alt pressupost que el va portar a l'èxit amb un gran èxit de taquilla: McLintock!, amb John Wayne i Maureen O’Hara de protagonistes. Després vindrien Shenandoah (1965) i The Rare Breed (1966), ambdós amb James Stewart; The Devil's Brigade (1968), Mitchell (1975), The Wild Geese (1978), North Sea Hijack (1979), i The Sea Wolves (1980). Va fer sobretot westerns, però més tard es va especialitzar en les pel·lícules de guerra o d'acció, sent la darrera Return from the River Kwai (1989).
També va treballar moltes vegades amb John Wayne en pel·lícules com Hellfighters (1968), The Undefeated (1969), Chisum (1970), i Cahill U.S. Marshal (1973). També va dirigir The Last Hard Men (1976) interpretada per Charlton Heston i James Coburn. McLaglen va patrocinar Murder at the World Series, una pel·lícula per la TV de 1977 en la que va tornar a fer equip amb l'actriu de Chisum Lynda Day George.
En el seu primer matrimoni amb l'actriu Veda Ann Borg, van tenir el fill Andrew Victor McLaglen II.

## Filmografia
- Gun the Man Down (1956)
- Man in the Vault (1956)
- The Abductors (1957)
- Freckles (1960)
- McLintock! (1963)
- Shenandoah (1965)
- The Rare Breed (1966)
- The Ballad of Josie (1967)
- Monkeys, Go Home! (1967)
- El camí de l'oest (The Way West) (1967)
- La brigada del diable (The Devil's Brigade) (1968)
- Bandolero! (1968)
- Hellfighters (1968)
- The Undefeated (1969)
- Chisum (1970)
- One More Train to Rob (1971)
- Setge de foc (Fools' Parade) (1971)
- Something Big (1971)
- La soga de la forca (Cahill U.S. Marshal) (1973)
- Mitchell (1975)
- Els últims homes durs (The Last Hard Men) (1976)
- The Wild Geese (1978)
- North Sea Hijack (1979)
- Breakthrough (1979)
- Els llops de mar (The Sea Wolves) (1980)
- Sahara (1983)
- Els dotze del patíbul: Una altra missió (1985)
- Eye of the Widow (1989)
- Return from the River Kwai (1989)